# Maurice Greene (lekkoatleta)
Maurice Greene (ur. 23 lipca 1974 w Kansas City, w stanie Kansas) – amerykański lekkoatleta; sprinter.

## Kariera
Swoją przygodę ze sportem rozpoczął od futbolu amerykańskiego. Za namową swojego starszego brata rozpoczął jednak treningi sprinterskie, które bardzo szybko przyniosły znakomite efekty. Co prawda w pierwszej dużej imprezie, w jakiej wystartował – lekkoatletycznych Mistrzostwach Świata w 1995 w Göteborgu odpadł już w ćwierćfinale biegu na 100 metrów, ale już dwa sezony później zdobył swój pierwszy tytuł mistrza świata na dystansie 100 m z czasem 9,86 s. (Ateny 1997). Od tego momentu rozpoczęła się jego totalna dominacja na tym dystansie. Tytuł mistrzowski Greene bronił jeszcze dwukrotnie – na Mistrzostwach Świata w 1999 w Sewilli oraz w 2001 w Edmonton. Jakby na potwierdzenie dominacji w 1999 w Atenach ustanowił rekord świata na dystansie 100 m – 9,79 s., który był lepszy od poprzedniego rekordu Donovana Bailey'go aż o 0,05 s. Na Igrzyskach Olimpijskich w 2000 w Sydney, Greene zdobył złoty medal na dystansie 100 m oraz w sztafecie 4 x 100 metrów (startował również na 200 metrów w eliminacjach olimpijskich dla amerykańskich lekkoatletów, ale z powodu kontuzji biegu nie ukończył i w efekcie nie wystartował na tym dystansie w Sydney).
W 2002 Greene stracił rekord świata na 100 m na rzecz Tima Montgomery'ego, który osiągnął czas 9,78 s. W tym czasie Greene leczył kontuzję i mógł tylko biernie przyglądać się poczynaniom Montgomery'ego, który jak się później okazało, został oskarżony i zdyskwalifikowany za stosowanie nielegalnego dopingu, po czym odebrano mu rekord świata.
Na Igrzyskach Olimpijskich w 2004 w Atenach Greene zajął 3. miejsce na 100 m, zaś wraz ze sztafetą 4 x 100 m wywalczył srebrny medal, ustępując sztafecie brytyjskiej zaledwie o 0,01 s.
Jego złote medale wygrane w 1999 w Sewilli na dystansach 100 m i 200 m były pierwszym przypadkiem w historii lekkoatletyki złota wygranego na obu dystansach na jednych mistrzostwach świata przez tego samego biegacza, wyczyn od tamtego czasu powtórzony przez jego krajanów Justina Gatlina w Helsinkach w 2005 i Tysona Gaya w Osace w 2007 oraz Jamajczyka Usaina Bolta w 2009, 2013 i 2015.
Sześciokrotnie zdobywał złote medale mistrzostw USA.
W całej karierze przebiegł 53-krotnie dystans 100 m poniżej 10 sekund.
Obecnie jest ekspertem telewizji Eurosport podczas zawodów lekkoatletycznych.

## Rekordy życiowe
| Dystans              | Czas     | Wiatr    | Miejsce     | Data       |
| -------------------- | -------- | -------- | ----------- | ---------- |
| bieg na 100 m.       | 9,79 s.  | +0,1 m/s | Ateny       | 16.06.1999 |
| bieg na 200 m.       | 19,86 s. | +1,6 m/s | Sztokholm   | 07.07.1997 |
| bieg na 50 m. (hala) | 5,56 s.  | -        | Los Angeles | 13.02.1999 |
| bieg na 60 m. (hala) | 6,39 s.  | -        | Madryt      | 03.02.1998 |

## Progresja wyników w biegu na 100 m
| Sezon | Czas     | Wiatr    | Miejsce      | Data       |
| ----- | -------- | -------- | ------------ | ---------- |
| 2007  | 10,84 s. | +1,1 m/s | Carson, USA  | 20.05.2007 |
| 2006  | 10,35 s. | -0,5 m/s | Baie Mahault | 01.05.2006 |
| 2005  | 10,01 s. | +1,9 m/s | Carson, USA  | 25.06.2005 |
| 2004  | 9,87 s.  | +0,6 m/s | Ateny        | 22.08.2004 |
| 2003  | 9,94 s.  | +1,4 m/s | Carson, USA  | 01.06.2003 |
| 2002  | 9,89 s.  | +0,9 m/s | Rzym         | 12.07.2002 |
| 2001  | 9,82 s.  | -0,2 m/s | Edmonton     | 05.08.2001 |
| 2000  | 9,86 s.  | -0,2 m/s | Berlin       | 01.09.2000 |
| 1999  | 9,79 s.  | +0,1 m/s | Ateny        | 16.06.1999 |
| 1998  | 9,90 s.  | +0,3 m/s | Sztokholm    | 05.08.1998 |
| 1997  | 9,86 s.  | +0,2 m/s | Ateny        | 03.08.1997 |
| 1996  | 10,08 s. | +0,3 m/s | Atlanta      | 14.06.1996 |
| 1995  | 10,19 s. | +0,8 m/s | Bratysława   | 30.05.1995 |
| 1993  | 10,43 s. | ??       | ??           | 1993       |